# 톤끄릿 파닛윗
톤끄릿 파닛윗(태국어: ธนกฤต พานิชวิทย์, 영어: Thanakrit Panichwid, 1985년 8월 12일 ~ )은 태국의 가수, 배우이다.